# Peron (półwysep)
Peron (ang. Peron Peninsula) – półwysep w Australii Zachodniej, położony na zachód od Zatoki Rekina. Główne miasta na półwyspie to Denham oraz Monkey Mia. W nadmorskich wydmach na terenie półwyspu występuje pseudomysz wydmowa. Przed okresem osadnictwa w Australii, półwysep był zamieszkany przez Aborygenów australijskich z plemienia Malgana. W 1699 roku do północnego krańca półwyspu dotarł William Dampier. W latach 60. XIX wieku na półwyspie rozpoczął się rozwój przemysłu pereł, a już w latach 80. XIX wieku cała ziemia pastwiskowa została przejęta, gdy przemysł pereł osiągnął swój szczyt, a dodatkowo eksploatowano guano i drzewo sandałowe. Półwysep był także intensywnie użytkowany jako teren wypasu owiec od końca lat 80. XIX wieku do momentu, gdy w 1990 roku został wykupiony przez rząd australijski. Wprowadzenie owiec, gatunku obcego dla tego ekosystemu, niszczyło ziemię i zagrażało rodzimym roślinom oraz dzikiej przyrodzie. W 1993 roku na terenie północnej części półwyspu utworzono park narodowy Francois Peron National Park. Półwysep został nazwany na cześć francuskiego przyrodnika François Pérona, który odwiedził ten obszar podczas ekspedycji statku Géographe w latach 1801 i 1803, sporządził pierwszy szczegółowy opis fauny i flory występującej na półwyspie i jako pierwszy opisał spotkanie z ludem Malgana.